# 中野第一トンネル
便宜上、中野第二トンネルについても、本項で詳述する。

## 中野第一トンネル
中野第一トンネル（なかのだいいちトンネル）は、福島県福島市飯坂町中野にある国道13号栗子道路のトンネル。
栗子道路下り2つ目のトンネル。
1963年（昭和38年）3月竣工、全長120m。トンネル内は半径450メートルのカーブトンネルになっている。

## 中野第二トンネル
中野第二トンネル（なかのだいにトンネル）は、栗子道路下り3つ目のトンネル。
1963年（昭和38年）3月竣工、全長789m。トンネル内は直線。
1966年（昭和41年）まで使われていた旧道は、トンネルの北側を通っていたが、春先の融雪不良区間を避ける形でこのトンネルが建設された。
福島側入り口には、駐車場が存在する。また、このトンネルと並行して東北中央自動車道の中野トンネルがある。

## 隣
（福島方面） 高平トンネル - 中野第一トンネル - 中野第二トンネル - 大滝第一トンネル （秋田方面）